# Terrain vague
Terrain vague is een Franse dramafilm uit 1960 onder regie van Marcel Carné. 

## Verhaal
Dan is een meisje dat zich verkleedt als jongen. Ze is de leider van een groep jongeren, die zich veelal ophoudt in een verlaten fabriek. Op een dag maken ze kennis met een ontsnapte jeugddelinquent. Wanneer hij zich aansluit bij de groep, zet hij de leden onder druk om het verkeerde pad op te gaan.

## Rolverdeling
| Acteur              | Personage         |
| ------------------- | ----------------- |
| Danièle Gaubert     | Dan               |
| Roland Lesaffre     | Big Chief         |
| Maurice Caffarelli  | Lucky             |
| Constantin Andrieu  | Marcel            |
| Jean-Louis Bras     | Babar             |
| Dominique Dieudonné | Brompot           |
| Denise Vernac       | Moeder van Marcel |